# Wu Sangui
Wu Sangui (吳三桂T, Wú SānguìP; Gaoyou, Yangzhou, 1612 – Hengyang, 2 ottobre 1678) è stato un generale cinese, determinante nella caduta dei Ming Meridionali e nell'insediamento della dinastia Qing nel 1644.
Considerato dalla critica tradizionale come un traditore dei Ming prima, e dei Qing poi, Wu nel 1678 si proclamò imperatore della dinastia "Grande Zhou", ma la sua guerra contro i mancesi fu subito repressa dall'imperatore Kangxi dei Qing.

## Primi periodo di vita e servizio sotto i Ming
Wu nacque a Gaoyou, nella provincia del Jiangsu, da Wu Xiang e da Zu. Coll'appoggio del padre e dello zio materno Zu Daoshu, Wu Sangui guadagnò rapidamente la carica di generale (Zong Bing) all'età di 27 anni.
Fu uno dei generali della battaglia di Songjin, durante la quale le forze Qing sconfissero l'esercito Ming, ma riuscì ad evitare la cattura.

## Alleanza coi Qing
Era di stanza ai confini della Manciuria, a difesa dello Shanhaiguan dagli invasori Manciù, nel 1644 e si trovava di fronte all'alternativa se sottomettersi ai ribelli di Li Zicheng, che avevano da poco detronizzato i Ming di Pechino, o allearsi coi Manciù.
Dopo la conquista della capitale dei Ming, Pechino, e la presa in custodia della famiglia di Wu, Li Zicheng inviò un messaggio per negoziare la defezione di Wu. Quando Wu impiegò troppo tempo per rispondere, tuttavia, Li interpretò questa mancanza come un rifiuto di resa. Li pertanto giustiziò trentotto membri della famiglia di Wu, compreso il padre, la cui testa fu esposta alle mura della città. Incollerito, Wu si rivolse al comandante delle truppe mancesi, Dorgon, per negoziare un'alleanza. Wu accettò di aprire il passo di Shanhai, si rasò il capo e s'arrese ai Qing. Wu ordinò ai suoi soldati di indossare abiti bianchi a contatto colla loro armatura, per essere distinte dalle forze di Li Zicheng. Le forze di Wu e l'esercito di Dorgon combatterono su un unico fronte contro Li Zicheng, ignaro di questa alleanza, alla battaglia del passo Shanhai, sconfiggendo i ribelli Shun. Poco dopo, i Qing entrarono a Pechino senza alcuna resistenza, e insediarono il giovane imperatore Shunzhi nella Purpurea Città Proibita.

## Rivolta dei Tre Feudatari
La rivolta dei tre feudatari, (cinese :三藩之亂; pinyin : Sānfān zhī luàn) conosciuta anche come ribellione di Wu Sangui, fu una ribellione in Cina durata dal 1673 al 1681. Wu Sangui si preparò per il dinastia Qing meritevole di schiacciare la resistenza dei lealisti Ming nel sud del paese. Le sue campagne lo portarono fino a Burma dove nel 1662 riuscì ad arrestare e successivamente giustiziare l'ultimo membro ribelle della dinastia Ming.
Wu Sangui era il più importante, ma non l'unico generale della dinastia Ming che alla fine scelse i Manciù. A più di questi generali fu dato l'incarico di governatori dell'area militare. Wu Sangui ha ottenuto quel posto per Yunnan, Shang Kexi di Guandong e Geng Jimao di Fujian. Questi potevano controllare le aree a loro affidate in quasi completa autonomia.
L'imperatore Kangxi tentò dal 1669 di limitare il potere di questi tre governatori. Per consolidare la fiducia dell esercito furono concesse importanti sovvenzioni ai soldati presenti in quelle province poiché Kangxi non era sicuro della loro lealtà. Shang Kexi ha rassegnato le sue dimissioni nel 1673, esse sono state accettate solo a condizione che suo figlio non gli succedesse. Un secondo motivo era il timore alla corte di Pechino che nuove dinastie ereditarie si sarebbero sviluppate in queste tre province. Il governo militare sotto un governatore a Guandong fu sciolto e Kangxi ordinò a Shang Kexi di smantellare i suoi eserciti a Guandong.
Wu Sangui la prese come una dichiarazione di guerra alle province meridionali. Nel dicembre 1673 Wu Sangui proclamò la cosiddetta dinastia Zhou e l'indipendenza dello Yunnan e portò a termine una serie di offensive in Guizhou e Hunan. Allo stesso tempo, anche Shang Kexi e un figlio di Ging Jimoa si ribellarono nelle loro province. Kangxi fece giustiziare il figlio di Wu Sangui, genero del precedente imperatore Shunzhi. Alla fine Kangxi schiacciò questa ribellione nota come Rivolta dei Tre Feudi. C'era poca o nessuna cooperazione effettiva tra i tre governatori delle province ribelli. A quel tempo, le truppe di bandiera che Kangxi aveva a sua disposizione erano ancora le truppe più efficaci e addestrate del paese. Una terza ragione fu la morte di Wu Sangui nel 1678, la forza trainante della rivolta. È diventato come Imperatore della dinastia Zhou gli successe un nipote, Wu Shifan, che si suicidò nel 1681. Con questo la rivolta finì completamente.